# 1858 год в театре
1858 год в театре

## Значительные постановки
- 17 марта — в Париже, на сцене театра Ле Пелетье, состоялась премьера оперы Фроманталя Галеви по либретто Анри де Сен-Жоржа «Волшебница[англ.]».
- 1 сентября — на сцене Александринского театра состоялась первая постановка пьесы Н. А. Островского «Не сошлись характерами».
- «Король Лир» У. Шекспира в театре «Принсесс» (Лондон; в роли Лира — Чарльз Кин).
- Трагедия «Валтасар» Гертрудис Гомес де Авельянеды в театре «Новедадес» (Мадрид?).
- Историческая трагедия «Юдифь» Паоло Джакометти (в заглавной роли — А. Ристори).
- «Побочный сын» А. Дюма-сына в театре «Жимназ» (Париж).
- Комедия «Автограф» Анри Мельяка в театре «Жимназ» (Париж).
- Трагедия «Виргиния» Мануэля Тамайо-и-Бауса (Труппа Архоны и Ламадрид; Мадрид).
- «Юность Карла XII» Ю. Берьессона.

## Знаменательные события
- Издан Указ о разрешении печатания в журналах и газетах статей об императорских театрах (с предварительной цензурой министра двора) и отмене рассмотрения статей о театре 3-м отделением.
- В Нью-Йорке закрылся Театр Бертона.
- Гастроли в России американского актёра Айры Олдриджа.
- Дебют в «Бургтеатре» Йозефа Левинского в роли Франца Моора в «Разбойниках» Ф. Шиллера.
- В Париже открыт «Театр Эдуарда».
- Чешская труппа Сословного театра (Прага) создала Временный театр (действовал до 1881).

## Родились
- 2 января — австрийский актёр Йозеф Кайнц (ум.1910)
- 31 января — Андре Антуан, французский режиссёр театра и кино, теоретик театра.
- 14 февраля — сербский драматург и писатель Драгутин Илич (ум. 1926)
- 6 марта — датский драматург Густав Йоханнес Вид (ум. 1914)
- 8 марта — итальянский композитор Р. Леонкавалло (ум. 1919)
- 14 (2) апреля 1858 — русский советский театральный художник В. А. Симов
- 14 (2) мая 1858 — украинский актёр Фёдор Васильевич Левицкий (ум. 1933)
- 8 мая — Генрих Берте, австро-венгерский композитор опер и оперетт (ум. 1924).
- 19 мая — Раман Пиллаи, индийский драматург.
- 25 июня — французский писатель и драматург Жорж Куртелин (ум. 1929)
- 3 августа (22 июля) 1858 — латышская актриса Даце Акментынь (ум. 1936).
- 19 августа — Людвиг Вюльнер — немецкий камерный и оперный певец (баритон, тенор), драматический актёр и мелодекламатор (ум. 1938).
- 3 октября — итальянская актриса Элеонора Дузе (ум. 1924).
- 26 (14) октября 1858 — украинский актёр Иван Аникиевич Загорский (ум. 1904).
- 4 ноября (23 октября) 1858 — армянский советский актёр Ованес Артемьевич Абелян Шемаха (ум. 1936)
- 4 ноября — английский актёр, режиссер и педагог Фрэнк Роберт Бенсон (ум. 1939)
- 26 ноября — русский советский литературовед Матвей Никанорович Розанов (ум. 1936)
- 23 (11) декабря 1858 — русский советский режиссёр и театральный деятель В. И. Немирович-Данченко (ум. 1943)
- 16 декабря — Зейлик Могулеско, еврейский актёр-комик
- 22 декабря — итальянский композитор Дж. Пуччини
- армянская актриса Завел (Мариам Давыдовна Сахавян; ум. 1926)
- русский актёр Александр Иванович Каширин (ум. 1926)
- немецкий актёр Адальберт Матковский (ум. 1909)
- русский журналист, драматург, критик и историк балета Александр Алексеевич Плещеев (ум. 1944)
- аргентинский актёр и режиссёр Хосе Подеста (ум. 1937)
- русский историк театра Алексей Алексеевич Ярцев (ум. 1907)

## Скончались
- 3 (или 4) января — французская актриса Рашель
- 29 января — венгерский актёр Мартон Лендваи (р. 1807)
- 3 марта — венгерский театральный критик, поэт и писатель Йожеф Байза (р. 1804)
- 13 декабря — венгерский актёр Жигмонд Сенпетери (р. 1798)
- русская актриса Александра Егоровна Асенкова (р. 1796)

## Театральная литература
- «Воспитанница» А. Н. Островского. После снятия запрета на постановку в 1863 году, поставлена в Малом и Александринском театрах.
- драматическая трилогия «Комедия выборов» бельгийского драматурга Ш. Потвена.
- «Основные мысли об искусстве театра» Хулиана Ромеа-И-Янгуаса.